# Jake Lucchini
Jacob Leo "Jake" Lucchini, född 9 maj 1995, är en kanadensisk professionell ishockeyforward som är kontrakterad till Ottawa Senators i National Hockey League (NHL) och spelar för Belleville Senators i American Hockey League (AHL).
Han har tidigare spelat för Wilkes-Barre/Scranton Penguins och Rocket de Laval i AHL och Michigan Tech Huskies i National Collegiate Athletic Association (NCAA).
Lucchini blev aldrig NHL-draftad.

## Statistik
| 2010–2011   | Kootenay Ice                   | BC MML      | 40  | 8  | 13 | 21  | 20 | —  | — | — | — | — |
|             | Beaver Valley Nitehawks        | KIJHL       | 1   | 0  | 1  | 1   | 0  | —  | — | — | — | — |
| 2011–2012   | Kootenay Ice                   | BC MML      | 40  | 22 | 29 | 51  | 16 | —  | — | — | — | — |
|             | Beaver Valley Nitehawks        | KIJHL       | 9   | 4  | 9  | 13  | 4  | 12 | 2 | 6 | 8 | 2 |
| 2012–2013   | Trail Smoke Eaters             | BCHL        | 55  | 5  | 3  | 8   | 17 | —  | — | — | — | — |
| 2013–2014   | Trail Smoke Eaters             | BCHL        | 55  | 8  | 18 | 26  | 12 | —  | — | — | — | — |
| 2014–2015   | Trail Smoke Eaters             | BCHL        | 58  | 35 | 48 | 83  | 32 | —  | — | — | — | — |
| 2015–2016   | Michigan Tech Huskies          | NCAA        | 37  | 7  | 10 | 17  | 10 | —  | — | — | — | — |
| 2016–2017   | Michigan Tech Huskies          | NCAA        | 45  | 11 | 11 | 22  | 20 | —  | — | — | — | — |
| 2017–2018   | Michigan Tech Huskies          | NCAA        | 44  | 16 | 23 | 39  | 8  | —  | — | — | — | — |
| 2018–2019   | Michigan Tech Huskies          | NCAA        | 38  | 11 | 15 | 26  | 14 | —  | — | — | — | — |
|             | Wilkes-Barre/Scranton Penguins | AHL         | 15  | 6  | 1  | 7   | 2  | —  | — | — | — | — |
| 2019–2020   | Wilkes-Barre/Scranton Penguins | AHL         | 53  | 7  | 8  | 15  | 10 | —  | — | — | — | — |
|             | Rocket de Laval                | AHL         | 8   | 4  | 1  | 5   | 4  | —  | — | — | — | — |
| 2020–2021   | Rocket de Laval                | AHL         | 1   | 1  | 0  | 1   | 0  | —  | — | — | — | — |
|             | Belleville Senators            | AHL         | 28  | 7  | 5  | 12  | 16 | —  | — | — | — | — |
| 2021–2022   | Belleville Senators            | AHL         | 72  | 20 | 31 | 51  | 14 | 2  | 0 | 1 | 1 | 0 |
| 2022–2023   | Ottawa Senators                | NHL         | 11  | 1  | 0  | 1   | 0  | —  | — | — | — | — |
|             | Belleville Senators            | AHL         | 61  | 19 | 34 | 53  | 6  | —  | — | — | — | — |
| NHL totalt  | NHL totalt                     | NHL totalt  | 11  | 1  | 0  | 1   | 0  | —  | — | — | — | — |
| AHL totalt  | AHL totalt                     | AHL totalt  | 237 | 59 | 78 | 137 | 42 | 2  | 0 | 1 | 1 | 0 |
| NCAA totalt | NCAA totalt                    | NCAA totalt | 164 | 45 | 59 | 104 | 52 | —  | — | — | — | — |